# Síntesis de triazinas de Pinner
La síntesis de triazina de Pinner describe la preparación de 2-hidroxil-4,6-diaril-s-triazinas por reacción de aril amidinas y fosgeno. Esta reacción puede extenderse a amidinas alifáticas halogenadas.
Esta reacción fue reportada por primera vez por Adolf Pinner en 1890